# Лаврентийский язык
Лаврентийский язык (назван по реке Святого Лаврентия, где обитали носители) — язык ирокезской семьи, существовавший до конца XVI века на землях нынешних Квебека и Онтарио (Канада). Слово лаврентийского языка canada (kanata), означавшее «селение», стало названием государства Канада.

## История
Французский землепроходец Жак Картье в 1535 и 1536 гг. обнаружил несколько селений в долине между посёлками Стадакона и Хошелага (ныне — города Квебек и Монреаль). В XX—XXI вв. археологи обнаружили ещё несколько селений далее на запад, у восточного побережья озера Онтарио. Лаврентийские ирокезы жили в деревнях в нескольких километрах от р. Св. Лаврентия. Поселения обычно огораживались деревянным палисадом. В самом крупном было около 2 000 жителей. Лаврентийцы периодически забрасывали старые поселения (возможно, в связи с истощением почв или других природных ресурсов) и основывали новые. Они были самым северным из народов, культивировавших кукурузу в доколумбову эпоху (начиная с III в. до н. э.).
К удивлению С. де Шамплена, прибывшего в эти земли в 1608 г., он не обнаружил никаких следов лаврентийских ирокезов, с которыми встречался Картье. Современные археологические раскопки показали, что лаврентийцы были полностью уничтожены в результате межплеменных войн с соседями. По мнению некоторых ученых, войны лаврентийцы вели с гуронами и племенами, входящими в Лигу пяти ирокезских племен. Однако подобная точка зрения представляется более чем спорной с учетом того, что к середине XVI века ирокезоязычные лаврентийцы жили в почти полном окружении алгонкиноязычных племен. С юга и юго-востока земли лаврентийцев граничили с племенной конфедерацией абенаков, на востоке с союзными абенакам микмаками, на западе простирались владения племени оттава, а с северо-запада и севера их соседями являлись алгонкины и монтанье. С учетом того, что алгонкинские племена и племенные союзы крайне редко воевали между собой, иноязычные и культурно отличающиеся от них лаврентийцы предстают в качестве наиболее подходящей цели для эскалации агрессии. Эта точка зрения подкрепляется данными о нарастании миграционного процесса, в который были вовлечены все северные алгонкинские племена вследствие продолжающегося в течение всего XVI века во всей Северной Атлантике ухудшения климатических условий (Малый ледниковый период).

## Лексика
Жак Картье опубликовал в 1545 году журнал своих путешествий, куда включил первый из известных списков лаврентийских слов — ниже приводится краткая выдержка:
| Русский | Лаврентийский |
| ------- | ------------- |
| один    | segada        |
| два     | tigneny       |
| три     | asche         |
| четыре  | honnacon      |
| пять    | ouiscon       |
| голова  | aggourzy      |
| глаза   | hegata        |
| уши     | ahontascon    |
| рот     | escahe        |
| зубы    | esgougay      |
| язык    | osvache       |
| село    | canada        |
|         |               |

Второй, более краткий список, был позднее опубликован в составе дополненной версии журнала, сначала на итальянском языке, позднее на английском и французском.
Судя по записям Ж. Картье, лаврентийцы говорили на нескольких диалектах в XVI веке.
На основании словаря Картье лингвист Марианна Митун пришла к выводу, что лаврентийский язык относился к ирокезским языкам, кроме того, в нём имеются явные следы контактов с озёрными ирокезскими языками, в том числе гуронским (Mithun, 1981).